# 戰術突擊群
戰術突擊群（英語：Tactical Assault Group，簡稱：TAG）是澳洲國防軍所屬的特種部隊，專責於在澳洲領土上的海陸反恐任務，也會在海外執行特別回收任務。
目前在澳洲西岸和東岸各設有一支戰術突擊群，分別為本部位於悉尼的“東岸戰術突擊群”（TAG East）和本部位於珀斯的“西岸戰術突擊群”（TAG West）。該兩支部隊主要負責執行各種反攻性質的反恐作戰，如直接行動和人質救援。
每支隊伍能夠於短時間內發起超出澳洲各州或聯邦層級警察戰術群管轄範圍內的軍事行動。

## 歷史
自1978年2月13日發生的悉尼希爾頓酒店爆炸案後，澳洲當局開始重新檢討反恐策略，以應付各種潛在國際恐襲威脅。
本應澳洲總理打算把反恐職責交給澳洲聯邦警察負責，但退休英國警官羅伯特·馬克向澳洲當局提出建議，認為反恐工作該由軍人負責，而非警察。約翰·埃塞克斯·克拉克上校也同意這個看法，他更決定緊急組建一支陸軍反恐部隊。
1978年8月，澳洲政府決定仿效英國陸軍特種空勤團（SAS）的特別項目隊，在澳洲特種空勤團（SASR）中建立自己的反恐部隊，於是戰術突擊群就在這種情景下成立，並直接由SASR的指揮官負責指揮。1979年5月3日，聯邦政府正式批准成立這支部隊，最終的授權工作於1979年8月31日完成。
TAG負責的任務包括：
- 消滅或捕獲所有恐怖份子和他們的載具，當中可能包含狙擊手、脅持者、綁架者、炸彈客或殺手。
- 拯救被恐怖份子控制的人質和解放被控制的私人財產。
- 解放被恐怖份子控制的建築物和設施。

TAG於1980年3月開始正式進行訓練，並於同年5月可全面部署。1980年6月，SASR被要求發展沿岸或海上反恐技能，以在必要時重奪被恐怖份子控制的油井平台。這些行動會由一個專業的水上作戰小隊負責，並已於1980年8月4日收編為TAG的一部份。
2002年7月22日，澳洲政府成立了東岸的TAG部隊，以提升國防軍的反恐能力。東岸戰術突擊群在編制上直接仿效原有的西岸戰術突擊群，它是由第2突擊團的隊員所組成。
目前兩支部隊負責應付一切發生在澳洲本土的潛在恐襲威脅。

## 組織
目前澳洲國防軍有兩支戰術突擊群，分別是東岸戰術突擊群（TAG East）和西岸戰術突擊群（TAG West）。該兩支部隊分別隸屬澳洲特種作戰司令部的兩支特種部隊，並各自負責保護自己的地域。
東岸戰術突擊群的成員來自第2突擊團，並會以值班輪換的方式擔任這個崗位。另有部份成員來自澳洲皇家海軍的掃海潛水員組。澳洲皇家海軍的小隊主要由一名行動軍官、一支掃海潛水員突擊排，以及一名水下醫療兵組成。 約30名掃海潛水員會在一次的值班週期中長期駐守該部隊當中。
西岸戰術突擊群的成員則來自特種空勤團，並同樣會以值班輪換的方式調派一個中隊擔任這個崗位。除了陸上行動外，該部隊還會負責水上回收行動，例如登船或重奪油井平台等，也會在海外執行任務。
兩支戰術突擊群都會參與每年幾次的國家反恐演習（NATEX），除了來自澳洲國防軍的各單位外，聯邦及地方警察機關和澳洲安全情報組織（ASIO）也會一同參加，以測試各部門之間在反恐領域上的協調能力。西岸戰術突擊群還負責為來自各地區的警察戰術群進行年度訓練。